# هانا دادز
هانا دادز (بالإنجليزية: Hannah Dadds)‏ (16 أكتوبر 1941 - 5 ديسمبر 2011) هي سائقة قطار بريطانية معروف بأنها أول امرأة تقود قطار في مترو لندن.

## حياتها المُبكرة
كانت دادز من منطقة فورست جيت من نيوهام. عملت دادز بعد أن تركت المدرسة في سن الخامسة عشرة كمساعدة في متجر، ثم عملت في وقت لاحق في مصنع براينت وماي لصنع عود الثقاب ومصنع كينسيتاس لصنع السجائر.

## حياتها المهنية في قيادة مترو لندن
انضمت دادز في عام 1969 إلى مترو لندن، حيث عملت في صيانة «السكة الحديدية» في محطة أبتون بارك بمحطة مترو أنفاق لندن. عملت دادز بعد ذلك كمُجمعة تذاكر، ثم أصبحت في عام 1976 حارسة للقطارات. أكملت دادز في عام 1978 دورة تدريبية لمدة سبعة أسابيع للتأهل كسائق قطار، وأصبح سائقة في خط المقاطعة لتصبح بذلك أول امرأة تتدرب على قطارات مترو لندن. وقد زُعم أنه كان من الممكن اختيار دادز كقائد أول خط قطار اليوبيل في عام 1979؛ إلا أنها لم تستطع القيادة بسبب إصابة في قدمها. انضمت إدنا شقيقة هانا إلى مترو أنفاق لندن، وعملت كحارسة ثم سائقة. أصبحت هانا وإدنا أول طاقم نسائي في مترو أنفاق لندن. عملت دادز كسائقة في مترو أنفاق لندن حتى تقاعدها المبكر في عام 1993، حيث انتقلت بعد ذلك إلى إسبانيا. حضرت دادز في عام 2004 مأدبة غداء الملكة في قصر باكنغهام؛ حيث كان من بين المدعوين الآخرين مارغريت تاتشر وج. ك. رولينج وكيت موس وشارلوت تشيرش.

## موتها وتكريمها
تُوفيت هانا دادز في 5 ديسمبر 2011 بعد مرض طويل. قال هوارد كولينز، الرئيس التنفيذي لمترو أنفاق لندن، بعد وفاتها: "لقد غيرت هانا دادس الحياة العملية للنساء في مجال السكك الحديدية، كما غيّرت الطريقة التي ينظر بها الكثير من الناس إلى السائقية، كما " كانت عضوًا محترمًا في القوى العاملة لدينا."